# Samuel Oppeln-Bronikowski
Samuel Oppeln-Bronikowski herbu Osęk (zm. w 1816 roku) – szambelan Jego Królewskiej Mości w 1789 roku, sekretarz Rady Nieustającej, asesor sądów zadwornych asesorskich z prowincji wielkopolskich w 1778 i 1781 roku, komisarz komisji menniczej w 1787 roku. Członek konfederacji targowickiej, delegowany przez nią do zasiadania w komisji ekonomicznej skarbu Jego Królewskiej Mości.
Syn Jana i Teofilii Trepka, żonaty z Marią Unrug, miał synów Karola Augusta i Adolfa, z żony Anny de Faber miał synów Hektora, Nestora i Emila. 
W 1784 roku był członkiem Wielkiego Wschodu Narodowego Polskiego. 
W 1790 roku został kawalerem Orderu Świętego Stanisława. 